# Dr. Rehfeld Fashion
Die Dr. Rehfeld Fashion AG mit Sitz in Hamburg ist ein mittelständischer Modekonzern, der u. a. unter der Marke Broadway NYC Fashion auftritt.

## Aktivitäten
Das Unternehmen vermarktet unter dem international registrierten Markennamen Broadway Sportswear- und Young-Fashion-Anbietern im gesamteuropäischen Modemarkt. Der Geschäftsbereich Online übernimmt im Eigenmarkengeschäft Aufträge für Großkunden im In- und Ausland und den Service der lang- und kurzfristigen Deckung von Trendentwicklungen.
- Die Jeans Fritz Handelsgesellschaft für Mode mbH (Mehrheitsbeteiligung seit 2011)[1] betrieb 2019 mit 334 Filialen und einem Onlineshop in Deutschland und der Schweiz.[2]
- Der mister*lady-Konzern (Mehrheitsbeteiligung seit 2011)[1] war 2019 mit 302 Filialen in Deutschland und Österreich[2] ein international ausgerichteter Filialist für Young Fashion.
- Die Broadway NY Fashion GmbH vermarktet als internationale Gesellschaft Sportswear und Young Fashion unter dem international registrierten Markennamen Broadway NY Fashion an Kunden im In- und Ausland.
- Die Dr. Rehfeld Fashion Concept GmbH offeriert ihre Dienstleistungen in der Direktplatzierung von Einkaufskontrakten vorwiegend in den asiatischen Beschaffungsmärkten. Das Unternehmen hat sich mit seinem Geschäftskonzept auf die Einkaufsstrategien der Großkunden, Filialisten und Handelsketten eingestellt. Für die Bündelung des Einkaufsvolumens und für die Schaffung Marktpositionen im Beschaffungsbereich ist die Granville Hongkong Textiles Ltd., Hongkong, verantwortlich. Die GV Fashion Asia Ltd. übernimmt für den Dr.-Rehfeld-Konzern die Funktion einer Agentur von der Orderplatzierung bis zur Verschiffung in Bangladesch. Das Unternehmen hat seinen Firmensitz in Hongkong und betreibt eine Niederlassung in Dhaka (Bangladesh).

Zudem besitzt die Dr. Rehfeld Fashion AG strategische Beteiligungen von 20 % am Schweizer Modehaus Tally Weijl (seit 2014) und von 33,3 % an der Fussl Modestraße Mayr aus Österreich (seit Ende 2015).